# Amott a domboldalon
Az Amott a domboldalon egy népies dal, melyet Sztankó Béla írt népi szövegre. Kánonban is énekelhető.

## Kotta és dallam
Amott a domboldalon rózsa terem bokroson,

csipkerózsa terem bokroson.

Gyertek, lányok, szedjük le, bokréta lesz belőle,

bokréta lesz belőle.

## Felvételek
- Sztankó Béla: Amott, a domboldalon - kánon. Kicsinyek Kórusa, vezényel: Fritz Mária  YouTube (2016. október 11.)  (Hozzáférés: 2017. január 5.) (videó)
- Fekete szárú cseresznye. Tekeres Sándor  Nótakedvelők klubja (Hozzáférés: 2017. január 5.) (audió)